# Kalinovka (Masallı)
Kalinovka è un comune dell'Azerbaigian situato nel distretto di Masallı. Conta una popolazione di 2 224 abitanti.